# 丹麥的夏洛特·阿瑪莉埃
丹麥的夏洛特·阿瑪莉埃（丹麥語：Charlotte Amalie af Danmark，1706年10月6日—1782年10月28日）是丹麥國王弗雷德里克四世的女兒，母親是梅克倫堡-居斯特羅的路易絲。

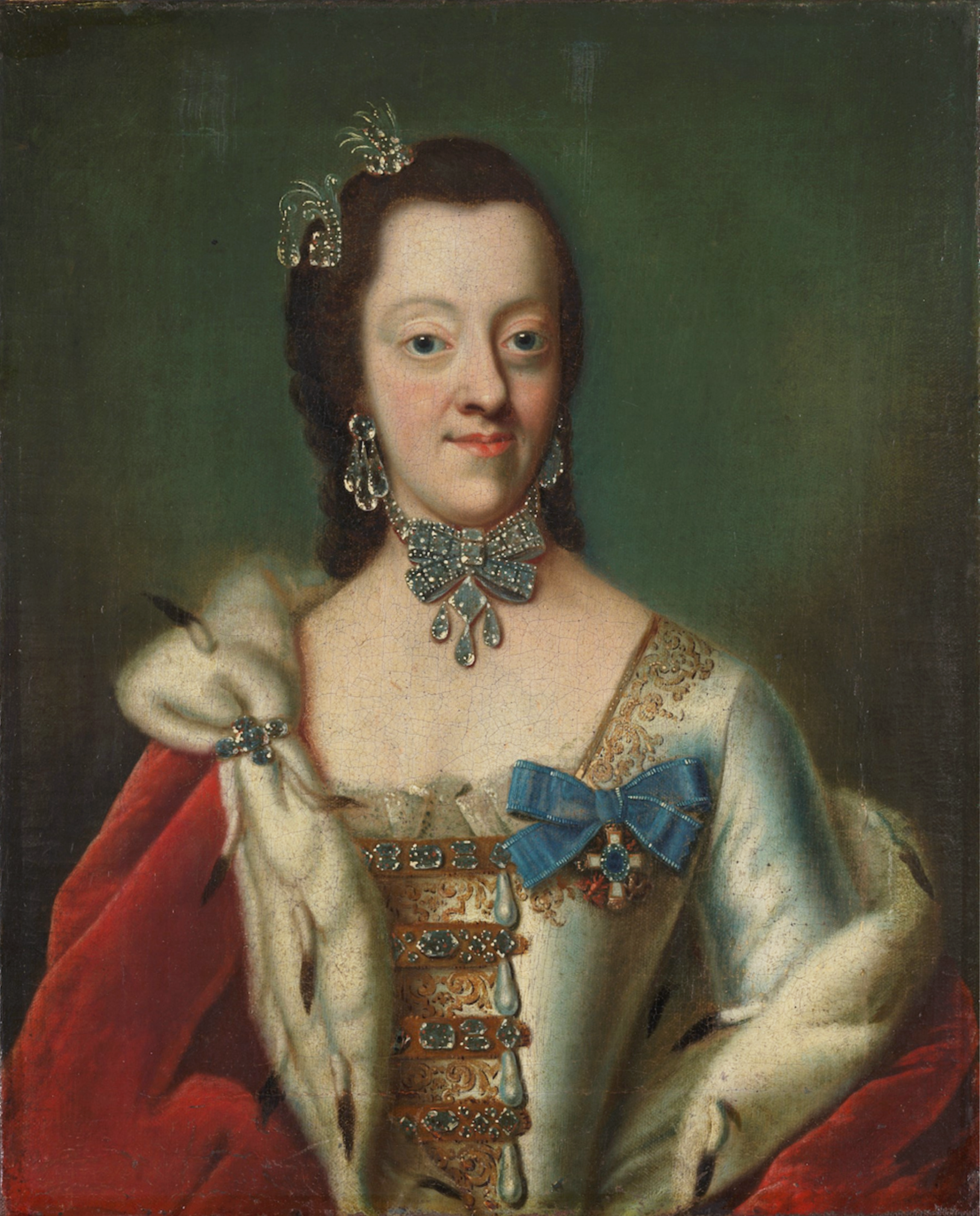
夏洛特·阿瑪莉埃

夏洛特·阿瑪莉埃終生未婚，1782年於哥本哈根去世，死後葬在羅斯基勒主教座堂。